# Seznam křesťanských vyznání víry
V dějinách křesťanství vznikla řada křesťanských vyznání víry (krédo), konfesí a prohlášení o víře. Zde jsou uvedeny následující seznamy.
V mnoha případech se jednotlivé církve zabývají dalšími doktrinálními otázkami v souboru statut. Menší církve jej považují za formalitu, zatímco církve větších rozměrů z něj vytvářejí rozsáhlý dokument popisující praktické fungování církve.

## Biblická vyznání víry
Viz též: Věrohodné výroky
- Ježíš je Pán – Řím 10, 9 (Kral, ČEP); 1Kor 12, 3 (Kral, ČEP)
- Přednovozákonní vyznání víry v Novém zákoně – 1Tim 2, 5 (Kral, ČEP); Flm 2, 6–11 (Kral, ČEP); 1Tim 3, 16 (Kral, ČEP)[1]
- Kristus zemřel, byl vzkříšen, poté je uveden seznam očitých svědků vzkříšení – 1Kor 15, 3–10 (Kral, ČEP)

## Ekumenická a historická křesťanská vyznání víry
| Krédo                                                           | Datum   | Přijato                       | Původní název                                                          | Poznámky | Odkaz na text                        |
| --------------------------------------------------------------- | ------- | ----------------------------- | ---------------------------------------------------------------------- | --- | ------------------------------------ |
| Apoštolské vyznání                                              | 120–250 | Západní církev                | lat.: Symbolum Apostolorum or Symbolum Apostolicum                     | Produkt římských křesťanů kolem roku 180 n. l., kteří vytvořili ranou formu Apoštolského vyznání víry, pravděpodobně jako kritiku Marcionova vyznání. | – Apoštolské vyznání víry (anglicky) |
| Nicejské vyznání                                                | 325     | Ekumenická církev             | řečtina: Σύμβολον τῆς Νικαίας or, τῆς πίστεως, lat.: Symbolum Nicaenum | Produkt prvního ekumenického koncilu v Niceji, který se snažil vyřešit ariánský spor. | – Nicejské vyznání víry (anglicky)   |
| Nicejské vyznání víry (Nicejsko-konstantinopolské vyznání víry) | 381     | Ekumenická církev             |                                                                        | Rozšíření a revize Nicejského vyznání víry z roku 325 (obsahuje novou část o Duchu svatém). Jedná se o nejrozšířenější křesťanské vyznání víry. Kritizuje apollinarismus a pozdější dodatek, klauzule Filioque, vedl k neshodám mezi východním a západním křesťanstvím.                                    | – Nicejské krédo (anglicky)          |
| Chalkedonské vyznání                                            | 451     | Chalkedonský koncil           | lat.: Concilium Chalcedonense                                          | V reakci na nestoriánské učení chalcedonská formulace definuje, že Kristus je „uznáván ve dvou přirozenostech“, které se „spojují v jednu osobu a jednu hypostazi“. Přijímají ji téměř všechny křesťanské denominace (kromě východního pravoslaví, asyrské církve Východu a velké části restauracionismu). | – Chalcedonské krédo (anglicky)      |
| Atanášovo krédo                                                 | 500     | Západní křesťanské denominace | lat.: Quicumque vult                                                   | Původ tohoto vyznání víry je nejistý, ale je hojně používáno v různých křesťanských denominacích. | – Atanášovo vyznání víry (anglicky)  |

## Kréda rané církve
- Didaché (50-100)
- Vyznání víry Aristida Athénského (130)
- Starořímské symbolum nebo Staré římské vyznání víry (cca 215)
- Vyznání víry Cypriána z Kartága (250)
- Papyrus z Deir Balyzeh (200–350)
- Ariánské vyznání víry a Euzoiovo vyznání víry (320/327)
- Vyznání víry Alexandra Alexandrijského (321–324)
- První synoda v Antiochii (325)
- Druhý antiochijský sněm (341)
- Křestní vyznání víry v Jeruzalémě (350)
- Apoštolské konstituce (350–380)

## Mezidenominační kréda
- Barmenské prohlášení víry, Vyznávající církev (1934)
- Prohlášení víry Světové evangelikální aliance (1951)
- Prohlášení víry Národního sdružení evangelikálů (1943)
- Anglikánsko-lutheránská Pullachova zpráva (1972)
- Stručné prohlášení víry (1983)
- Společné christologické prohlášení mezi katolickou církví a asyrskou církví Východu (1994)

## Ekumenická kréda
- Výzva k jednotě, Lausanne (1927)
- Plán sjednocení církve v jižní Indii (1929/1942)
- Milost našeho Pána Ježíše Krista, Edinburgh (1937)
- Potvrzení unie, Edinburgh (1937)
- Ústava církve v jižní Indii (1947)
- Poselství prvního shromáždění Světové rady církví (1948)
- Jednota, kterou máme a o kterou usilujeme (1952)
- Poselství druhého shromáždění Světové rady církví (1954)
- Jednota církve, Svatý Andrej (1960)
- Jednota církve, Světová rada církví, Nové Dillí (1961)
- Duch svatý a katolicita církve, Uppsala (1968)
- Co vyžaduje jednota, Nairobi (1975)
- Křest, eucharistie a služba, Lima (1982)
- Uniatismus, metoda jednoty minulosti a současné hledání plného společenství (1993)
- Smlouva (2015)[3]

## Denominační kréda

### Adventisté
- Pilíře adventismu (1848)
- Adventistický křestní slib (1941)
- 28 základních přesvědčení (adventistů) (1980)

### Anabaptisté/Mennonité
- Vyznání Hanse Dencka před norimberským koncilem (1525)[4]
- Schleitheimské vyznání (1527)
- Kolínská mennonitská koncepce (1591)[5][6]
- Dordrechtské vyznání (1632)

### Anglikáni
- Anglikánský katechismus (1549/1662)[7]
- Třicet devět článků (1563)
- Lambethské články (1595)
- Prohlášení svatého Ludvíka (1977)

### Armáda spásy
- Válečné články Armády spásy

### Arminiáni
- Pět článků remonstrance (1610)
- Stanoviska remonstrantů (1618)[8][9]
- Remonstrantské vyznání (1621)

### Baptisté
Další informace: Seznam baptistických vyznání víry
- Vyznání víry Tomáše Helwise (1611)
- Baptistické vyznání víry (1644)
- Baptistické vyznání víry (1677/1689)
- Pravoslavné vyznání víry všeobecných baptistů (1678)
- Filadelfské vyznání (1688)
- New Hampshireské vyznání víry (1833)
- Baptistické vyznání víry svobodné vůle (1868)
- Abstraktní zásady pro seminář jižních baptistů (1858)
- Doktrinální základy novozélandské baptistické unie (1882)
- Doktrinální základy Baptistické unie státu Victoria v Austrálii (1888)
- Prohlášení Baptistické unie Velké Británie a Irska (1888)
- Prohlášení víry Amerického baptistického svazu (1905)
- Vyznání Johanna Kargela (1913)
- Baptistická víra a poselství, Jižní baptistická konvence (1925)
- Doktrinální prohlášení Severoamerického baptistického sdružení (1950)
- Baptistická víra a poselství, Jižní baptistická konvence (1964)
- Baptistické potvrzení víry, Striktní baptistické shromáždění (1966)
- Rumunské baptistické vyznání (1974)
- Prohlášení o víře Severoamerické baptistické konference (1982)
- Baptistická víra a poselství, Jižní baptistická konvence (2000)

### Boží shromáždění
- Prohlášení o základních pravdách Assemblies of God
- Assembleia de deus Prohlášení víry – Brazílie

### Hugenoti
- Guanabarské vyznání víry

### Katolíci
- Edikt Michaela Cerularia a konstantinopolské synody z roku 1054 (1054)
- Dictatus Papae papeže Řehoře VII (1075)
- Florentský koncil
- Confutatio Augustana (1530)
- Tridentské vyznání víry – Vyznání víry Pia IV. (1564)
- Antimodernistická přísaha – Pius X.
- Masajské vyznání víry, Otcové Ducha svatého (1960)
- II. vatikánský koncil, Dogmatická konstituce o církvi (1964)
- Krédo Božího lidu – Vyznání víry Pavla VI. (1968)
- Společné prohlášení papeže Jana Pavla II. a [arménského] katolikose Karekina I. (1996)
- Ad Tuendam Fidem papeže Jana Pavla II. (1998)

### Kongregační církev
- Cambridgeská platforma (1648)
- Savojská deklarace (1658)
- Deklarace anglikánské kongregační unie (1833)
- Deklarace Bostonské národní rady (1865)
- Deklarace Oberlinské národní rady (1871)
- „Komisionální“ vyznání víry kongregační církve (1883/1913)

### Křesťanská církev (Učedníci Krista)
- Poslání, vize a vyznání[10]
- Křesťanská církev: Plán křesťanské církve (1968)

### Kvakeři
- Vyznání Společnosti přátel (1675)[11]
- Richmondská deklarace[12] (1887)

### Letniční církev
- Prohlášení Shromáždění Božích o základních pravdách (1916)
- Indická letniční Boží církev: Vyznání víry

### Luteráni
- Devadesát pět tezí (1517)
- Augsburské vyznání (1520)[13][14]
- Augsburské vyznání (1530)
- Apologie Augsburského vyznání (1530, luterská odpověď na Confutatio Augustana)
- Šmalkaldské články (1537)
- Pojednání o moci a primátu papeže (1537)
- Formule svornosti (1577)
- Kniha svornosti (1580)
- Saské vizitační články (1592)
- Znovupotvrzený konsensus pravé luterské víry (1655)[15][16]

### Metodisté
- Zápisy z některých pozdních rozhovorů (1744)
- Cesta spásy podle Písma (1765)
- Články náboženství (1784)
- Vyznání víry Sjednocené metodistické církve (1968)
- Vojenská smlouva Armády spásy, církve vytvořené bývalými metodisty

### Moravští bratři
- Tři ekumenická vyznání víry: Apoštolské, Nicejské a Atanášovo
- Augsburské vyznání
- Vyznání Jednoty českobratrské z roku 1535
- Barmská deklarace z roku 1934
- Třicet devět článků anglikánské církve

### Pravoslavná církev
- Učení Africké pravoslavné církve (1921)

### Presbyteriáni
- Skotská konfese (1560)
- Westminsterské vyznání víry (1646)
- Vyznání valdenských (1655)
- Vyznání Cumberlandské presbyteriánské církve (1814/1883)
- Vyznání Svobodné evangelické církve v Ženevě (1848)
- Vyznání Svobodné italské církve (1870)
- Auburnská deklarace (1837)
- Auburnské prohlášení (PCUSA) (1924)
- Kniha vyznání (PCUSA) [1. část; 2. vydání 1970]
- Vyznání víry Evangelické presbyteriánské církve v Chile (1983)
- Živá víra: Prohlášení křesťanské víry, Presbyteriánská církev v Kanadě[17] (1984)

### Puritáni/Kongregační církev
- Cambridžská platforma (1648)

### Reformovaní
- Šedesát sedm článků Ulricha Zwingliho (1523)
- Evangelická rada z Ansbachu (1524)
- Deset závěrů z Bernu (1528)
- První helvetské vyznání (1536)
- Ženevský konsensus (1552)
- První skotské vyznání (1560)
- Craigův katechismus (1581)
- Druhé helvetské vyznání (1586)
- Galikánské vyznání (1559)
- Belgická konfese (1561)
- Heidelberský katechismus (1563)
- Uherské vyznání (1570)
- Druhé skotské vyznání (1580)
- Irské náboženské články (1615)
- Dordtské kánony (1618–19)
- Westminsterské vyznání víry (1646)
- Savojská deklarace 1658
- Helvetský konsensus (1675)
- Druhé londýnské vyznání víry (1677/1689)
- Walcherenské články (1693)
- Belharské vyznání, Nizozemská reformovaná misijní církev (1986)
- Cambridgeská deklarace (1996)

### Sjednocená církev Kanady
- Nové vyznání víry (1968)

### Sjednocená církev Kristova
- Prohlášení víry Sjednocené církve Kristovy (1959/1977)

### Waldenští
- Valdenské vyznání (1655)[18]

## Kréda specifických hnutí

### Neo-evangelikální
- Doktrinální prohlášení Evangelické teologické společnosti (1949, 1990)
- Chicagské prohlášení o biblické neomylnosti (1978)
- Chicagské prohlášení o biblické hermeneutice (1982)
- Danversovo prohlášení (1988)